# Sindrome da disfunzione multiorgano
La sindrome da disfunzione multiorgano (o MODS, Multiple Organ Dysfunction Syndrome), un tempo chiamata sindrome da insufficienza multiorgano (o MOFS, Multiple Organ Failure Syndrome), è una sindrome sistemica, che generalmente si associa a shock, a sepsi, a sindrome da risposta infiammatoria sistemica, caratterizzata dall'insorgenza acuta dell'alterazione della funzione degli organi di un paziente, in cui è necessario l'intervento medico per ripristinare l'omeostasi dell'organismo. Solitamente sono coinvolti due o più apparati.

## Epidemiologia e storia
Per molti anni, alcuni quadri clinici venivano genericamente classificati come sepsi o sindrome settica. In anni più recenti, questi concetti sono stati perfezionati, cosicché ora si ha una definizione specifica di "sepsi" che affianca due nuovi concetti, la sindrome da risposta infiammatoria sistemica (o SIRS) e la sindrome da disfunzione multiorgano (o MODS).

## Eziologia
La sindrome è solitamente causata da infezioni, lesioni (trauma, intervento chirurgico), ipoperfusione o ipermetabolismo. La causa scatenante, in ogni caso, attiva una risposta infiammatoria incontrollata.
La sepsi è la causa più comune, e può provocare uno shock settico. In assenza di infezione, la condizione viene definita sindrome da risposta infiammatoria sistemica (SIRS). Sia la SIRS che la sepsi (che non è altro che una SIRS causata da infezione) possono progredire fino alla sindrome da disfunzione d'organo. Tuttavia, in un terzo dei pazienti non si scopre la causa originaria.
Alcuni scienziati hanno sviluppato un modello di sepsi su topo tramite legatura del cieco e sua iniezione di sostanze attive ("CLP").
Ad alcuni dei topi albini maschi sottoposti a CLP è stata somministrata interleuchina 10 legata ad un vettore, ad altri solo un vettore vuoto come controllo. Il danno tissutale a polmone, fegato e rene è stato misurato rilevando l'attività della mieloperossidasi e della malondialdeide: questi sono composti endogeni ossidanti, prodotti durante l'infiammazione di un tessuto. Gli autori hanno anche valutato il livello di infiltrazione dei neutrofili nel tessuto del polmone e del fegato; l'espressione di interleuchina 10, misurata mediante immunoistochimica; l'espressione dell'mRNA del TNFα, misurata dopo 3, 8 e 24 ore usando la PCR.
I risultati mostrano che il danno d'organo è significativamente ridotto dall'interleuchina 10, come quantificato dalla riduzione dell'attività della mieloperossidasi nel polmone, nel fegato e nel rene. I fegati dei topi infettati con il vettore hanno mostrato ridotta attività dei neutrofili. Gli studiosi hanno concluso che l'aumento dell'espressione genica di interleuchina 10 riduce significativamente le lesioni multiorgano causate dalla sepsi.

## Patogenesi
Non è stata ancora trovata una spiegazione patogenetica definitiva. Le risposte locali e sistemiche sono avviate dai danni ai tessuti. L'insufficienza respiratoria solitamente si instaura nelle prime 72 ore dopo l'evento scatenante; in seguito si possono presentare insufficienza epatica (in 5-7 giorni), emorragia gastrointestinale (in 10-15 giorni) e renale (in 11–17 giorni).
Poiché nella maggior parte dei casi la causa primaria non viene trovata, la sindrome potrebbe fare parte di un'alterazione dell'omeostasi che coinvolge i meccanismi di seguito indicati.

### Ipotesi "viscerale"
L'ipotesi più conosciuta è stata formulata da Deitch. A causa di una ipoperfusione splancnica, e della conseguente ischemia della mucosa, vi sono cambiamenti strutturali ed alterazioni delle funzioni cellulari; ciò si traduce in una maggiore permeabilità intestinale, alterazioni della funzione immunitaria dell'intestino e aumento dell'invasione batterica. La disfunzione epatica porta all'entrata di tossine nella circolazione sistemica, attivando una risposta immunitaria. Tutto questo si traduce in lesioni dei tessuti e disfunzioni degli organi.

### Ipotesi endotossica
Le infezioni da batteri Gram-negativi in pazienti con MODS sono relativamente comuni, quindi l'endotossina è stata proposta come principale mediatore di questo disturbo. Si pensa che dopo l'evento scatenante vengano prodotte e rilasciate varie citochine, come alcuni mediatori proinfiammatori: TNF-α, interleuchina-1, interleuchina-6, trombossano A2, prostaciclina, fattore attivante le piastrine, ossido nitrico.

### Ipotesi dell'ipossia tissutale
Come risultato dei cambiamenti macro- e microvascolari si verifica un insufficiente apporto di ossigeno agli organi. L'ipossia causa la disfunzione d'organo e la morte cellulare.

## Clinica
La sindrome da disfunzione multiorgano è ormai definita come la fase finale di un continuum che va da "infezione" a "sindrome da risposta infiammatoria sistemica", a "sepsi", a "sepsi severa", a "disfunzione d'organo".
È stata proposta una stadiazione clinica in quattro stadî:
- Stadio 1: il paziente ha necessità di controllo della volemia, una lieve alcalosi respiratoria, accompagnata da oliguria, iperglicemia e necessità di insulina.
- Stadio 2: il paziente ha tachipnea, ipocapnia ed ipossiemia; disfunzione epatica moderata e possibili anomalie ematologiche.
- Stadio 3: il paziente è in shock, con alterazioni dell'azotemia e dell'equilibrio acido-base. Significative anomalie della coagulazione.
- Stadio 4: il paziente è dipendente da terapie che mantengono la pressione sanguigna, presenta oliguria o anuria; possono seguire colite ischemica ed acidosi lattica.

## Trattamento
Allo stato attuale non vi è alcun trattamento che può invertire una disfunzione d'organo in atto. La terapia è quindi limitata a terapie di supporto, ovvero l'assistenza emodinamica e della respirazione. Il mantenimento di un'adeguata ossigenazione dei tessuti è l'obiettivo principale.
L'inizio di una nutrizione enterale entro 36 ore dal ricovero riduce le complicanze infettive.
Uno studio controllato randomizzato ha concluso che la proteina C attivata (APC, il maggiore anticoagulante fisiologico dell'organismo) umana ricombinante, somministrata sotto forma di drotrecogin-alfa attivato, possa ridurre il tasso di mortalità a 28 giorni; la riduzione del rischio relativo era del 21,8%. Per i pazienti a rischio, simili a quelli considerati nel sopracitato studio (in cui la mortalità a 28 giorni è pari al 33,9%), questo porta ad una riduzione del rischio assoluto pari al 7,4%.
Attualmente i ricercatori stanno cercando bersagli genetici per una terapia genica, al fine di prevenire la progressione della disfunzione d'organo. Alcuni autori hanno ipotizzato che l'inattivazione dei fattori di trascrizione NF-κB e del fattore di trascrizione AP-1 può essere un obiettivo adatto per la prevenzione della sepsi e della SIRS in quanto questi sono due geni pro-infiammatori; tuttavia essi sono anche componenti essenziali di una normale e sana risposta immunitaria, per cui vi è il rischio di indurre una crescente vulnerabilità alle infezioni causando un deterioramento clinico.

### Prognosi
La mortalità varia dal 30% al 100%; la possibilità di sopravvivenza diminuisce all'aumentare del numero di organi coinvolti. Dal 1980 ad oggi il tasso di mortalità non è cambiato.